# 馬克·雅各布斯
馬克·雅各布斯（英語：Marc Jacobs，1963年4月9日—）生於紐約，是位美國時尚設計師。馬克是同名品牌以及副牌的領銜設計師。
2013年10月2日LVMH集團主席Bernard Arnault證實與LV合作長達十六年的Marc Jacobs10月約滿後將離任，專注發展其個人品牌。

## 生平
雅各布斯的祖母在他幼時教導他如何縫製衣物，並成了影響雅各布斯一生最大的人。15歲時，雅各布斯到路易威登在紐約的前衛精品店「胡鬧」擔任採購員，並認識了佩瑞·艾里斯，雅各布斯曾表示艾里斯「讓我覺得很酷、給了我很多希望。」1981年，雅各布斯於紐約藝術與設計高級中學畢業、前往帕森設計學院就讀，並於1984年獲得佩瑞·艾里斯金環獎、切斯特溫伯格金環獎、帕森設計學院的年度設計學生等最高榮譽。
Marc Jacobs不時亦會穿上Prada、Balenciaga、Chanel的產品，亦曾去Chanel展時拍短片指出自己夢想成真。
2018年，與Marc Jacobs是設計學院同學的Anna Sui宣布推出限定系列，這次亦是他們多年以來的第一次合作。系列包括鎖匙扣、T-shirt和波鞋等等。

## 私人生活
雅各布斯是公開的同性戀者，更於2007年被OUT雜誌評價為「美國五十大同性戀男女」。
同年3月12日，雅各布斯因毒品及酗酒而接受治療。
曾與巴西廣告經理羅倫佐·馬爾同（Lorenzo Martone）交往。2009年3月，女裝日報報導兩人將在交往一年後訂婚，可惜婚姻只維持了4個月。
2018年，雅各布斯與交往中的Charly DeFrancesco到快餐廳進餐時向Charly求婚，事後於社交網站分享喜訊。一星期後，Charly DeFrancesco為了慶祝雅各布斯生日，為他準備了一個驚喜生日派對。

## 時裝風格
MARC BY MARC JACOBS主要走青春時尚路線，深受時下青少年歡迎。
另外，MARC BY MARC JACOBS在香港亦設有特賣場。
而品牌在紐約時裝周的地位十分高，曾多次為紐約時裝周作壓軸品牌。

## 相關網站
- Marc Jacobs的MySpace主頁
- Marc Jacobs在互联网电影资料库（IMDb）上的資料（英文）
- Marc Jacobs的官方網站 （页面存档备份，存于）
- Marc Jacobs的Instagram帳戶 （页面存档备份，存于）
- Marc Jacobs的X（前Twitter）
- Marc Jacobs的Facebook專頁 （页面存档备份，存于）
- Marc Jacobs的YouTube頻道 （页面存档备份，存于）